# Jan Onufry Ossoliński
Jan Onufry Ossoliński herbu Topór (ur. 1760, zm. w 1812 roku we Lwowie) – prezes Sądu Apelacyjnego Księstwa Warszawskiego w 1807 roku, starosta drohicki.
Syn Aleksandra Macieja Ossolińskiego i Benedykty Antoniny primo voto Ossolińskiej z domu Lewendal, młodszy brat Anny. Żonaty dwukrotnie: z Marianną Zaleską oraz powtórnie, z Florentyną z Dembowskich z Dębowej Góry herbu Jelita, córką Aleksandra i Zofii z Wisłockich. Z drugą żoną doczekał się czwórki dzieci: Ludwikę Ossolińską, Kajetana Aleksandra, Stanisława oraz Julię Annę.
Wykształcenie odebrał gruntowne. Kształcił się w Collegium Nobilium, odbył również podróże po kilku krajach zachodnioeuropejskich. Poseł inflancki na sejm 1782 roku. Poseł ziemi drohickiej na sejm 1786 roku. W 1786 roku został kawalerem Orderu Świętego Stanisława. W Sejmie Wielkim zaliczał się do największych zwolenników zmian. Poseł ziemi drohickiej na Sejm Czteroletni w 1790 roku. 2 maja 1791 roku podpisał asekurację, w której zobowiązał się do popierania projektu Ustawy Rządowej. Brał udział w opracowaniu Konstytucji 3 maja, brał udział w pracach Zgromadzenia Przyjaciół Konstytucji Rządowej oraz deputacji konstytucyjnej.
Kiedy w 1792 roku zniszczeniu wskutek pożaru uległ kościół w Mokobodach, Ossoliński mając zgodę królewską, własnym sumptem przystąpił do budowy Świątyni Opatrzności Bożej wedle oryginalnego zwycięskiego projektu Jakuba Kubickiego, który również nadzorował tę budowę.
Jan Onufry Ossoliński wziął udział w insurekcji kościuszkowskim, wystawiając swoim kosztem kilka batalionów. Był komisarzem porządkowym ziemi drohickiej. Po klęsce powstania utracił majątek i ukrywał się. W 1806 roku przystał do stronnictwa napoleońskiego. Uczestniczył w życiu politycznym Księstwa Warszawskiego.